# Àcid 2,4-diclorofenoxiacètic
L'àcid 2,4-diclorofenoxiacétic o senzillament 2,4-D és un producte químic, una auxina sintètica, utilitzat en agricultura com a herbicida i fitoregulador. També va formar part de l'agent taronja utilitzat a la Guerra del Vietnam. Actua damunt els mecanismes que regulen el creixement vegetatiu de les plantes. Tant l'àcid com els seus èsters i sals poden ser utilitzats com a fitorreguladors i com herbicides variant el moment de l'aplicació i la dosi, però a la pràctica, únicament alguns èsters i sals s'utilitzen com a herbicides i alguns èsters com a fitoreguladors. Es consideren cultius sensibles: cotó, cítrics, crucíferes, estramoni, fruiters, gira-sol, lletuga, lleguminoses, olivera, cogombre, remolatxa, tabac, tomatiguera, vinya i cultius de flors ornamentals. La seva utilització com a herbicida, normalment és en civada, ordi, sègol, pastures, blat i triticale.

## Història
El 2,4-D va ser co-descobert independentment als Estats Units i al Regne Unit l'any 1941. Els dos equips de recerca involucrats van ser el "Templeman and Colleagues at ICI" (USA) i el "Nutman and Collaborators at Rothamsted Experimental Station" (UK). En tots dos casos formaven part d'un esforç clandestí governamental durant la Segona Guerra Mundial per a obtenir un producte per a ser usat en aquella guerra.
La propietat de matar les males herbes no era pas l'objectiu. El 2-4D no va ser usat en agricultura fins a l'any 1945. Es va produir comercialment a partir de 1946, essent el primer herbicida selectiu que va tenir èxit, la selectivitat és que no mata la majoria de les plantes monocotiledònies.

### Conreus genèticament modificats
Dow ha modificat genèticament la soia, una planta dicotiledònia, per a fer-la resistent al 2,4-D. Ho ha fet inserint un gen bacterià (dioxigenasa ariloxialcanoat). Usant una combinació del 2,4-D i el glifosat Dow tracta d'usar-la com alternativa als conreus Roundup Ready (conreus resistents al glifosat). Aquest tipus de soia encara està pendent d'aprovació.